# Герб Ивано-Франковска
Герб Ивано-Франковска (укр. Герб Івано-Франківська) — официальный символ города Ивано-Франковск Ивано-Франковской области Украины. Утверждён 17 февраля 1995 года.

## Описание
В испанском щите в лазурном поле — серебряные городские ворота с золотыми открытыми воротами и тремя равновесными башнями, каждая из которых завершена тремя зубцами и имеет пять бойниц. В отверстии ворот стоит архангел Михаил с опущенными крыльями и поднятым мечом в правой руке и щитом в левой.
Щит увенчан золотой городской короной с тремя башнями.
Большой герб содержит изображение малого герба, увенчанного серебряной городской короной, по бокам щит поддерживают две серые коронованные галки с распростёртыми крыльями.

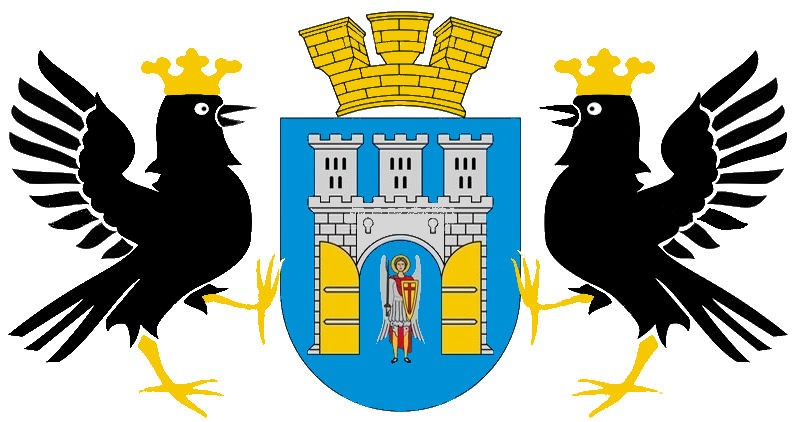
Большой герб Ивано-Франковска